# Ергатична система
Система «людина—машина», або ергати́чна систе́ма — система, складовим елементом якої є людина-оператор (або кілька людей-операторів).
У загальному випадку ергатична система — це складна ієрархічна[джерело?] система керування, в якій людина може брати участь на будь-якому рівні. Ергатичними системами є. наприклад, керування засобом транспорту, екскаватором, диспетчерська служба шахт, збагачувальних фабрик тощо.